# Zieglerkreuz (Seckau)

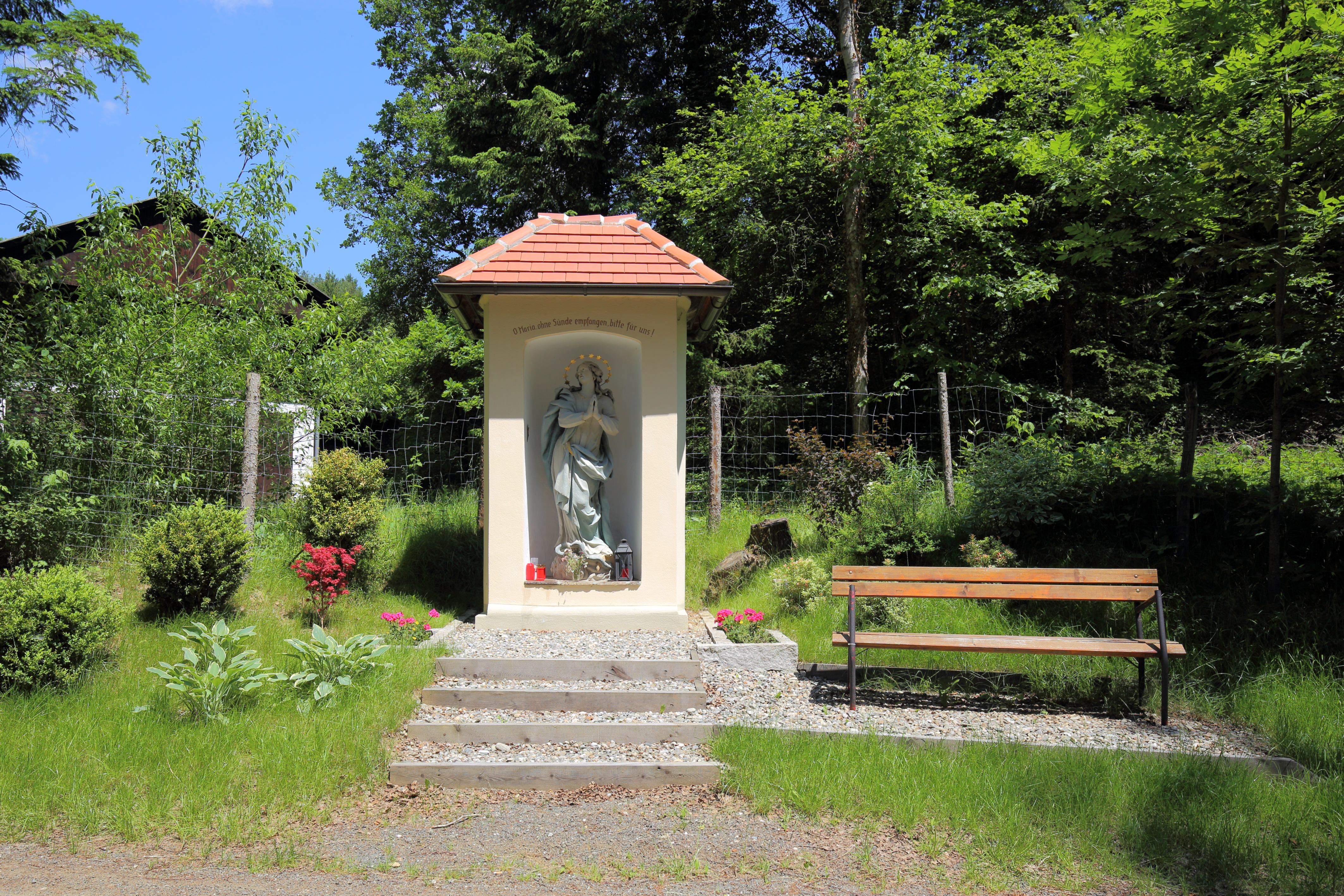
Zieglermadonna (2015)

Das Zieglerkreuz ist ein offener Kapellenbildstock in der Gemeinde Seckau im Bezirk Murtal in der Steiermark. Der Bildstock steht unter Denkmalschutz (Listeneintrag).

## Geschichte
Der Chorherr und Stiftschronist von Stift Seckau M. F. Gauster erwähnt eine 1738 unter Dompropst Franz Xaver Waiz (reg. 1737–1751) in foro (im Markt) aufgestellte Marienstatue, die vom Krainer Künstler Joseph Schabath geschaffen wurde. Der Seckauer Kirchenhistoriker Benno Roth schlussfolgert daraus, dass es sich dabei nicht um die Marienstatue auf der Mariensäule am Zellerplatz handelt, noch um die verschollene Statute der Renaissance-Westfassade der Basilika Seckau, sondern um die Madonna im Zieglerkreuz. Der Kunsthistoriker Kurt Woisetschläger schreibt die Statue durch Stilvergleiche jedoch dem Bildhauer Johann Jacob Schoy zu.
Am 15. August 1974 wurde der Kapellenbildstock im Zuge eines Wegbaus um wenige Meter versetzt; sie ist öffentliches Gut. Eine Restaurierung der Fassung muss auf Grund divergierender Farbschilderungen in der Literatur nach 1984 stattgefunden haben.

## Beschreibung
Die Zieglermadonna misst  1,25 m × 0,65 m; ihre Rundplastik beträgt 0,52 m. Die ungekrönter Figur der Maria Immaculata steht mit nach oben gefalteten Händen auf der die Erdenkugel umwindende Schlange, wobei sie den Kopf nach rechts dreht und gen Himmel blickt. Im bewegten Faltenwurf erscheint der von einem Gürtel aufgestülpte blauer Umhang, der von einem weißen Kleid unterfüttert wird.